# Luigi Ficacci
Luigi Ficacci (Roma, 6 gennaio 1954) è un critico d'arte italiano.

## Biografia
È stato allievo di Giulio Carlo Argan dal 1973 al 1976. Ha iniziato a lavorare nel settore dei beni culturali nel 1981 presso la Soprintendenza per le Belle Arti e il Paesaggio di Modena e Reggio Emilia; nel 1984 è diventato Direttore dell'Istituto Nazionale della Grafica a Roma. Dal 2004 è stato soprintendente di Lucca e Massa Carrara e dal 2006 soprintendente di Bologna, Ferrara, Forlì-Cesena, Ravenna, Rimini. Nel 2015 è ritornato alla soprintendenza di Lucca e Massa Carrara.
A partire dal 20 agosto 2018 ha assunto la carica di Direttore dell'ISCR (ICR dal febbraio 2020), a Roma.
Ha insegnato all'Università di Cassino (1992-1995), storia dell'arte all'Università di Viterbo (1998-2008) e scienza del turismo a Lucca. Collabora con l'Università di Pisa.
I suoi interessi di ricerca comprendono temi dell'arte del Seicento e del Settecento e della contemporaneità.
È sposato con Anna Coliva, direttrice della Galleria Borghese.

## Opere
- Claude Mellan, gli anni romani: un incisore tra Vouet e Bernini, curatela del catalogo della mostra tenuta a Roma nel 1989-1990, Roma, Multigrafica, 1989, ISBN 88-7597-108-0.
- (EN, FR, DE)  Giovanni Battista Piranesi: the complete etchings, Colonia, Taschen, 2000, ISBN 3822866202.
- Francis Bacon: 1909-1992, Colonia, Taschen, 2003, ISBN 9783822822005.
- Francis Bacon e l'ossessione di Michelangelo, Milano, Electa, 2008, ISBN 978-88-370-5509-7.
- Morandi: L'arte dell'incisione, curatela, catalogo della mostra tenutasi a Ferrara nel 2009, Ferrara, Ferrara arte, 2009, ISBN 88-89793-07-4.
- (IT, ES, PT)  Giovanni Battista Piranesi: catalogo completo delle acqueforti, due volumi, Colonia, Taschen, 2011, ISBN 9783822811795.
- Mario Cresci: forse fotografia, curatela con Marta Ragozzino della mostra tenutasi a Bologna, Roma e Matera nel 2010-2012, Torino, Allemandi, 2012, ISBN 978-88-422-2093-0.
- (EN, LV)  Italu portreta glezniecibas divi gadsimti: 1580-1780 Bolona, curatela con Angelo Mazza del catalogo della mostra tenutasi a Riga nel 2015, Riga, Makslas, 2015, ISBN 9789934847462.